# Klavdia Calvo
Klavdia Calvo Henry (L'Avana, 5 marzo 1983) è un'ex cestista cubana.

## Carriera
Con Cuba ha disputato i Campionati mondiali del 2006 e tre edizioni dei Campionati americani (2005, 2009, 2019).